# Mészáros Lajos (orvos, 1959)
Mészáros Lajos (Sztálinváros, 1959. március 7. –) magyar orvos, politikus, 2022-től országgyűlési képviselő (Fidesz).

## Élete
1979 és 1985 között a Semmelweis Egyetem ÁOK orvosképzésére járt, általános orvosként végzett, majd 1985-1989 között urológus szakorvosképzést hallgatott és urológus szakorvosként végzett.
2007-től 2009-ig a Semmelweis Egyetem EMK egészségügyi szakmenedzser képzést szerzett. 2012-2013 között a Semmelweis Egyetem Egészségügyi Közszolgálati Karon az egészségügyi menedzser mesterképzést sajátította el.
2010-től 2022-ig a dunaújvárosi kórház főigazgatója.
A 2022-es országgyűlési választáson a Fidesz-KDNP jelöltjeként indult Fejér megyei 4. számú választókerületében, ahol egyéni országgyűlési képviselővé választották.